# 시카오이정
시카오이정(일본어: 鹿追町)은 일본 홋카이도 도카치 종합진흥국 관내의 가토군에 있는 정이다.
정명의 유래는 아이누어의 ‘쿠테크우시’(クテクウシ, 사슴을 사냥하기 위한 울타리가 있는 토지)를 일본어로 의역한 것이다.

## 지리
도카치 종합진흥국 관내 서부에 위치하고 남북으로 긴 지형이다. 남부는 평야가 펼쳐지고 밭농사 지대가 되어 있다. 북부는 다이세쓰산 국립공원의 일부를 구성하는 산악 지대로 시카리베쓰호가 있다. 시카리베쓰강이 정을 남북으로 종단한다.

### 기후
| 시카오이정의 기후                                            | 시카오이정의 기후 | 시카오이정의 기후 | 시카오이정의 기후 | 시카오이정의 기후 | 시카오이정의 기후 | 시카오이정의 기후 | 시카오이정의 기후 | 시카오이정의 기후 | 시카오이정의 기후 | 시카오이정의 기후 | 시카오이정의 기후 | 시카오이정의 기후 | 시카오이정의 기후 |
| 월                                                           | 1월               | 2월               | 3월               | 4월               | 5월               | 6월               | 7월               | 8월               | 9월               | 10월              | 11월              | 12월              | 연간              |
| ------------------------------------------------------------ | ----------------- | ----------------- | ----------------- | ----------------- | ----------------- | ----------------- | ----------------- | ----------------- | ----------------- | ----------------- | ----------------- | ----------------- | ----------------- |
| 역대 최고 기온 °C (°F)                                       | 7.1 (44.8)        | 11.4 (52.5)       | 16.9 (62.4)       | 27.8 (82.0)       | 36.5 (97.7)       | 36.0 (96.8)       | 35.1 (95.2)       | 35.7 (96.3)       | 34.0 (93.2)       | 25.1 (77.2)       | 19.9 (67.8)       | 14.2 (57.6)       | 36.5 (97.7)       |
| 일평균 최고 기온 °C (°F)                                     | −2.5 (27.5)       | −1.7 (28.9)       | 2.9 (37.2)        | 10.4 (50.7)       | 16.9 (62.4)       | 20.4 (68.7)       | 23.3 (73.9)       | 24.3 (75.7)       | 20.8 (69.4)       | 14.5 (58.1)       | 6.9 (44.4)        | −0.2 (31.6)       | 11.3 (52.4)       |
| 일일 평균 기온 °C (°F)                                       | −6.7 (19.9)       | −6.2 (20.8)       | −1.6 (29.1)       | 5.0 (41.0)        | 11.0 (51.8)       | 14.8 (58.6)       | 18.5 (65.3)       | 19.6 (67.3)       | 15.9 (60.6)       | 9.5 (49.1)        | 2.8 (37.0)        | −3.9 (25.0)       | 6.6 (43.8)        |
| 일평균 최저 기온 °C (°F)                                     | −11.9 (10.6)      | −11.8 (10.8)      | −6.5 (20.3)       | −0.2 (31.6)       | 5.5 (41.9)        | 10.1 (50.2)       | 14.5 (58.1)       | 15.6 (60.1)       | 11.5 (52.7)       | 4.7 (40.5)        | −1.3 (29.7)       | −8.2 (17.2)       | 1.8 (35.3)        |
| 역대 최저 기온 °C (°F)                                       | −26.3 (−15.3)     | −25.2 (−13.4)     | −21.3 (−6.3)      | −12.4 (9.7)       | −4.3 (24.3)       | 0.0 (32.0)        | 4.6 (40.3)        | 6.2 (43.2)        | 1.4 (34.5)        | −3.9 (25.0)       | −12.4 (9.7)       | −19.0 (−2.2)      | −26.3 (−15.3)     |
| 평균 강수량 mm (인치)                                        | 34.1 (1.34)       | 27.7 (1.09)       | 41.5 (1.63)       | 54.4 (2.14)       | 83.9 (3.30)       | 81.9 (3.22)       | 128.7 (5.07)      | 168.4 (6.63)      | 141.7 (5.58)      | 88.2 (3.47)       | 56.5 (2.22)       | 45.9 (1.81)       | 952.8 (37.51)     |
| 평균 강수일수 (≥ 1.0 mm)                                     | 6.7               | 6.3               | 8.0               | 9.0               | 9.8               | 10.3              | 12.4              | 12.7              | 11.7              | 9.9               | 9.2               | 8.2               | 114.2             |
| 평균 월간 일조시간                                           | 153.0             | 152.5             | 189.4             | 181.4             | 176.2             | 133.8             | 113.7             | 119.8             | 139.9             | 160.6             | 140.2             | 133.6             | 1,794.3           |
| 출처: 일본 기상청 (평년값: 1991년~2020년, 극값: 1978년~현재) |                   |                   |                   |                   |                   |                   |                   |                   |                   |                   |                   |                   |                   |

### 인접한 자치체
- 도카치 종합진흥국
  - 가토군 오토후케정, 시호로정, 가미시호로정
  - 가미카와군 시미즈정, 신토쿠정
  - 가사이군 메무로정

## 역사
1921년 4월 - 오토후케촌(현 오토후케정)에서 분리되어 시카오이촌이 탄생했다.
1959년 9월 - 정으로 승격해 시카오이정이 되었다.

## 경제
육상자위대 시카오이 주둔지가 있으며 인구의 약 10%는 자위대원이다. 농업과 낙농업이 활발하다. 사탕무, 감자, 콩 등을 생산한다.

## 교통

### 도로
- 국도 274호선